# 장 3세 다르마냐크 백작

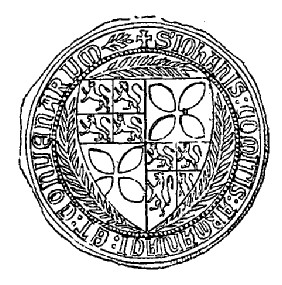

장 3세 다르마냐크 (Jean III d'Armagnac, 1359년 – 1391년 7월 25일)는 1384년부터 1391년까지의 아르마냐크, 페젠사크, 로데즈 백작이다. 그는 장 2세와 잔느 드 페리고르 사이에서 태어났다.
1390년에 장은 마요르카 왕국을 얻었지만, 나바타(Navata) 인근 전투에서 후안 1세 데 아라곤의 군대에게 패하고 말았다. 장 3세는 그리하여 루시용에서 군사 활동을 벌였다. 1391년에 그는 파르마의 군주이며 여동새인 베아트릭스 다르마냐크의 남편이자 밀라노 공작 잔 갈레아초 비스콘티와 분쟁을 겪던 카를로 비스콘티의 도움을 얻고자 이탈리아로 떠나야만 했었다.

## 가정
1378년 5월 14일, 장 3세는 코망주(Comminges) 여백작 마그게리트와 혼인했다. 그들은 두 명의 자녀를 두었다.
- 잔느(Jeanne) : 1409년에 기욤아망외 드 마달리앙 (1375–1414)과 혼인.
- 마르게리트(Marguerite) : 나르본 자작 기욤 2세와 1415년에 혼인. 그는 1424년 8월 14일 베르누이 전투에서 전사한다.

| 이전 장 2세 | 아르마냐크 백작 1384년–1391년 | 이후 베르나르 7세 |